# George Nelson
George Driver Nelson (ur. 13 lipca 1950 w Charles City, stan Iowa) – amerykański astronauta, fizyk i astronom.

## Praca w NASA i kariera astronauty
16 stycznia 1978 Nelson zakwalifikował się do 8. grupy astronautów NASA (NASA-8) jako kandydat na specjalistę misji. Latał jako operator sprzętu naukowego samolotem WB 57-F. Pracował w Biurze Astronautów NASA. Podczas misji STS-3 i STS-4 był operatorem łączności (tzw. CapCom).
Wziął udział w trzech lotach kosmicznych na wahadłowcach.
- STS-41-C (Challenger) – misja serwisowa satelity Solar Max, ponadto wyniesiono na orbitę satelitę Long Duration Exposure Facility. W trakcie misji Nelson dwukrotnie odbył spacer kosmiczny, spędzając łącznie 10 godzin i 6 minut w otwartej przestrzeni kosmicznej[1].
- STS-61-C (Columbia) – wyniesienie satelity komunikacyjnego (ostatni udany lot przed katastrofą Challengera).
- STS-26 (Discovery) – wyniesienie satelity TDRS (pierwszy lot po katastrofie Challengera).

George Nelson opuścił korpus astronautów NASA 30 czerwca 1989.

## Odznaczenia i nagrody
- wyróżniony przez FAI Dyplomem im. Komarowa (1985)[2]
- NASA Exceptional Engineering Achievement Medal
- NASA Exceptional Service Medal
- trzykrotnie Medalem za Lot Kosmiczny
- AIAA Haley Space Flight Award
- Universal Astronaut Insignia za lot orbitalny (nr 140) – Stowarzyszenie Uczestników Lotów Kosmicznych (Association of Space Explorers(inne języki))[3]

## Wykaz lotów
| Loty kosmiczne, w których uczestniczył George Nelson                    | Loty kosmiczne, w których uczestniczył George Nelson | Loty kosmiczne, w których uczestniczył George Nelson | Loty kosmiczne, w których uczestniczył George Nelson | Loty kosmiczne, w których uczestniczył George Nelson | Loty kosmiczne, w których uczestniczył George Nelson | Loty kosmiczne, w których uczestniczył George Nelson |
| Nr                                                                      | Data startu                                          | Data lądowania                                       | Statek kosmiczny                                     | Funkcja                                              | Czas trwania                                         |                                                      |
| ----------------------------------------------------------------------- | ---------------------------------------------------- | ---------------------------------------------------- | ---------------------------------------------------- | ---------------------------------------------------- | ---------------------------------------------------- | ---------------------------------------------------- |
| 1                                                                       | 6 kwietnia 1984                                      | 13 kwietnia 1984                                     | STS-41-C Challenger F-5                              | Specjalista misji                                    | 6 dni 23 godziny 40 minut i 6 sekund                 |                                                      |
| 2                                                                       | 12 stycznia 1986                                     | 18 stycznia 1986                                     | STS-61-C Columbia F-7                                | Specjalista misji                                    | 6 dni 2 godziny 3 minuty i 51 sekundy                |                                                      |
| 3                                                                       | 29 września 1988                                     | 3 października 1988                                  | STS-26 Discovery F-7                                 | Specjalista misji                                    | 4 dni 1 godzina i 8 sekund                           |                                                      |
| Łączny czas spędzony w kosmosie – 17 dni 2 godziny 44 minuty i 5 sekund |                                                      |                                                      |                                                      |                                                      |                                                      |                                                      |